# Na-Chij
Na-Chij är en ort i Mexiko.   Den ligger i kommunen Chilón och delstaten Chiapas, i den sydöstra delen av landet, 800 km öster om huvudstaden Mexico City. Na-Chij ligger 926 meter över havet och antalet invånare är 160.
Terrängen runt Na-Chij är kuperad. Runt Na-Chij är det glesbefolkat, med 16 invånare per kvadratkilometer. Närmaste större samhälle är Ocosingo, 17,4 km sydost om Na-Chij. I omgivningarna runt Na-Chij växer i huvudsak städsegrön lövskog.